# 池田組
池田組山口組時期本部在岡山縣岡山市北區中央町2-11，目前在北區田町2-12-2；日本的指定暴力團，約190人（2021年時）。
|          |                                                  |
| 組織介紹 |                                                  |
| 設立年   | 昭和40年代                                       |
| 設立地   | 日本岡山縣岡山市北區田町2-12-2                   |
| 創設人   | 池田孝志（金孝志）                               |
| 組織成員 |                                                  |
| 成員數   | 共計：160人 (成員60多人、準成員90多人；2023年底) |
| 活動範圍 | 1道3縣                                           |

## 略史
池田孝志（本名 金孝志）、原三代目山口組大石組若頭，後來山口組直係組長升格後，為五代目山口組旗下2次團體、池田孝志就任組長秘書，六代目發展時期的2005年，同年底池田孝志就任幹部（副本部長）、2007年11月、升格本家「執行部」若頭補佐；2013年10月、六代目山口組組織再編，池田孝志退出「執行部」，為組長的「舍弟」。2015年脫離六代目山口組，另加入神戶山口組的成立。
2020年7月27日，池田組宣布預備脫離神戶山口組 想要自立門戶；同年8月7日旋即遭神戶山口組「除籍」處分，正式脫離神戶山口組。同年9月10日 與同為脫離自神戶山口組而自立門戶的絆會（原稱「任俠山口組」）締結為親戚組織。
2021年11月11日 被當地岡山縣公安委員會指定為「指定暴力團」；同年底，列管並統計該組織正式組員80人，非正式組員110人；合計190人。

## 最高幹部
- 組長・池田孝志（神戶山口組最高顧問；原六代目山口組舍弟）
- 組長代行・竹内哲三（竹内興業）
- 副組長・正司光勇（正司組組長）
- 若頭・高木 昇（昇伸會會長）
- 舎弟頭・宮澤悦夫（宮澤興業組長）
- 本部長・伊藤 誠（伊藤組組長
- 舎弟頭補佐・金嶋勇次（金嶋組組長）
- 舎弟頭補佐・南 省蔵（二代目清政興業組長）
- 舎弟頭補佐・樫田 昇（樫田組組長）
- 舎弟頭補佐・村上平衛（村上組組長）
- 若頭補佐・酒井紀夫（酒井組）
- 若頭補佐・吉岡隆志（吉岡組）
- 若頭補佐・大嶋一也（黒志會）
- 若頭補佐・小畑雄二(雄真會會長)
- 若頭補佐・岩渕 匠（二代目孝昇會會長）
- 若頭補佐・藤原弘三

## 若中
- 島田孝夫（睦總業組長）
- 道田紀由（紀信會會長）
- 森次昌明（森昌會會長）
- 岡本譲二
- 岡崎幹夫
- 山路欣也
- 宮本和夫

- 註：以上2013年時點

## 資料來源
1. ↑  . www.nihonjournal.jp.   [2025-04-02]. （原始内容存档于2016-03-13） （日语）.
2. ↑  . 神戸新聞NEXT. 2015-09-01  [2025-04-02]. （原始内容存档于2018-07-21）.